# Suiriri-tropical
O suiriri-tropical (Tyrannus melancholicus), também conhecido apenas como suiriri, siriri e severino, é uma espécie de ave passeriforme da família dos tiranídeos. A espécie se reproduz desde o sul do Arizona e o baixo Vale do Rio Grande do Texas nos Estados Unidos, através da América Central e da América do Sul até o centro da Argentina e leste do Peru, além de Trindade e Tobago. Os indivíduos das áreas de reprodução mais ao sul ou mais ao norte migram para lugares mais quentes após a reprodução.

## Taxonomia
O suiriri-tropical foi descrito formalmente em 1819 pelo ornitólogo francês Louis Jean Pierre Vieillot sob o nome binomial Tyrannus melancholicus. Vieillot baseou sua descrição no Suirirí-Guazú, que havia sido descrito pelo naturalista espanhol Félix de Azara em 1805 em seu livro Apuntamientos para la historia natural de los páxaros del Paragüay y Rio de la Plata. O epíteto específico tem origem no latim significando "melancólico" (que é "mal-humorado").
São reconhecidas três subespécies:
- T. m. satrapa (Cabanis & Heine, 1860) – sudeste dos Estados Unidos até o norte da Colômbia e da Venezuela e Trindade
- T. m. despotes (Lichtenstein, MHK, 1823) – nordeste do Brasil
- T. m. melancholicus (Vieillot, 1819) – norte da América do Sul até o centro da Argentina

## Descrição
Um suiriri-tropical adulto mede 22 cm de comprimento, pesa 39 g e tem uma envergadura de asas de 38–41 cm. A cabeça tem coloração cinza-pálido, com uma máscara escura na altura dos olhos, coroa laranja e um pesado bico cinza. As costas são verde-acinzentadas, e a asa e a cauda são marrons. A garganta é mais clara, tornando-se oliva no peito, com a área da barriga para baixo sendo amarela. Os sexos são similares, mas os pássaros jovens têm bordas amarelas claras nas coberteiras das asas.

## Comportamento e ecologia
Os suiriris-tropicais aparentam ser monogâmicos. Na maior parte da distribuição da espécie, são residentes permanentes e ficam juntos em pares o ano inteiro.(Sibley 2014)
O habitat de reprodução da espécie é de áreas semiabertas com árvores e arbustos, incluindo jardins e acostamentos. O suiriri gosta de observar as suas redondezas a partir de um poleiro aberto proeminente, geralmente no alto de uma árvore, fazendo voos longos para acrobaticamente pegar insetos no ar, às vezes pairando para pegar comida na vegetação. Eles também comem frutos de diversas espécies, como de tamanqueiro (Alchornea glandulosa), Annonaceae, Cymbopetalum mayanum e gumbo-limbo (Bursera simaruba); forrageando por estes mesmo em habitat degradado. Como eles se mantêm principalmente nos níveis superiores das árvores, eles têm  pouco benefício em seguir bandos mistos no sub-bosque.
Essas aves defendem agressivamente o seu território contra intrusos, incluindo de espécies muito maiores como tesourões, tucanos, carcarás ou gaviões. Em um estudo realizado no Parque Nacional de La Macarena da Colômbia, o parasitismo por microfilárias e tripanossomas foi raramente registrado em suiriris.
O macho e a fêmea inspecionam juntos potenciais locais de nidificação antes de selecionar o lugar, normalmente uma forquilha no alto de uma árvore (até 20 metros de altura), mas às vezes apenas alguns metros acima da água.(Sibley 2014) A fêmea constrói um ninho raso e volumoso de aparência desleixada feito de vinhas, radículas, galhos, ervas daninhas e gramíneas; é sem revestimento ou revestido com pelos. Os ninhos medem cerca de 13 cm de largura e 7,5 cm de altura, com o buraco interno de aproximadamente 7,5 cm de largura e 4 cm de profundidade.
A fêmea incuba de dois a quatro ovos por aproximadamente 16 dias, e os filhotes ganham penas em 18 ou 19 dias. Os ovos são esbranquiçados ou rosa pálido com quantidades variáveis de manchas escuras.

## Conservação
O suiriri-tropical é um dos habitantes mais difundidos e visíveis de floresta aberta, bordas de mata, e terras agrícolas do sudoeste dos Estados Unidos ao centro da Argentina (Jahn, Stouffer, & Chesser, 2013). Como resultado, essa espécie é considerada pouco preocupante e sua população está aumentando, de acordo com a IUCN. De acordo com a Partners in Flight, as estimativas globais da população reprodutora do suiriri é de cerca de 200 milhões. Eles classificam a espécie como 4 de 20 na escala de preocupação continental, indicando que esta espécie é de baixa preocupação para a conservação.

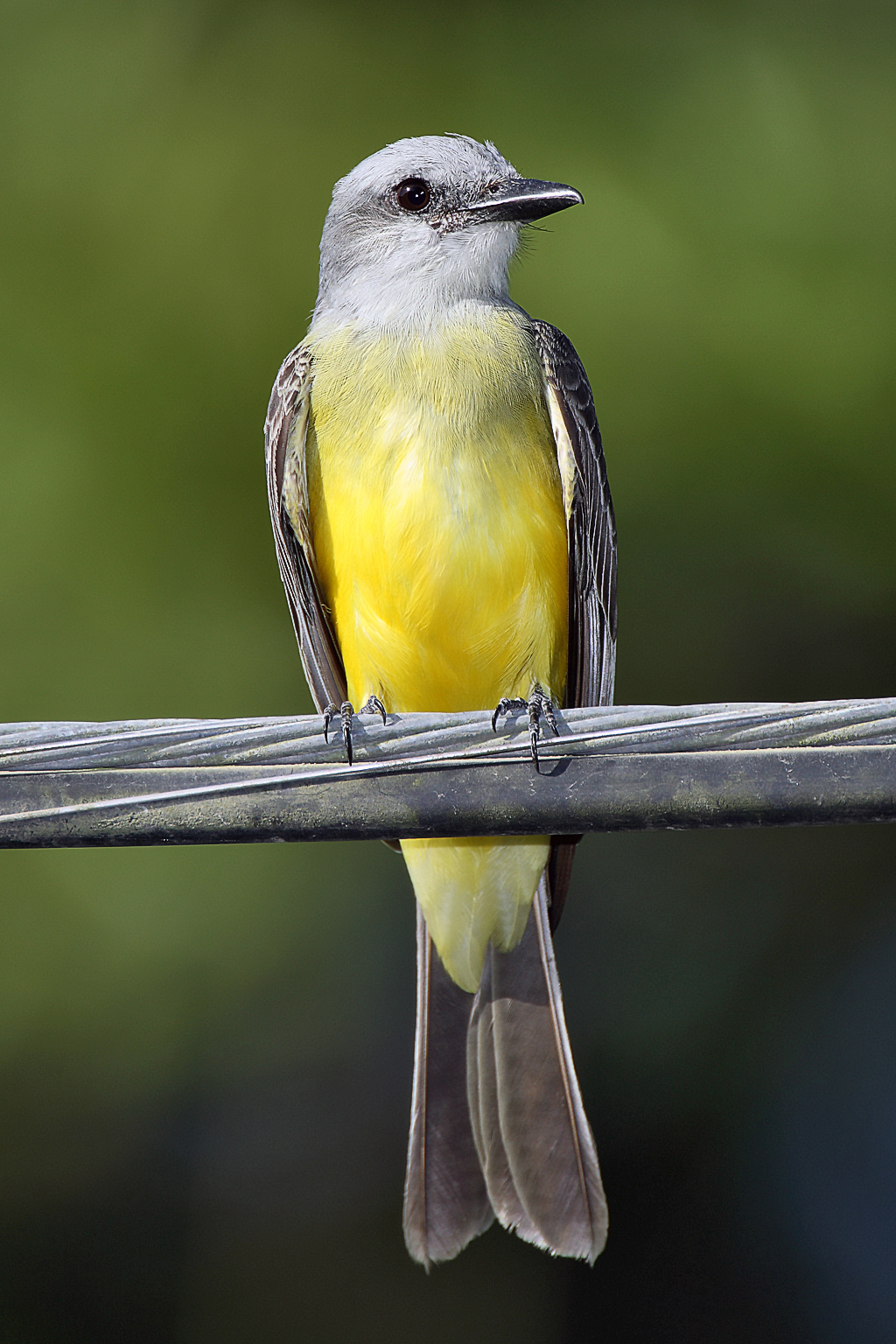
T. m. satrapa Panamá
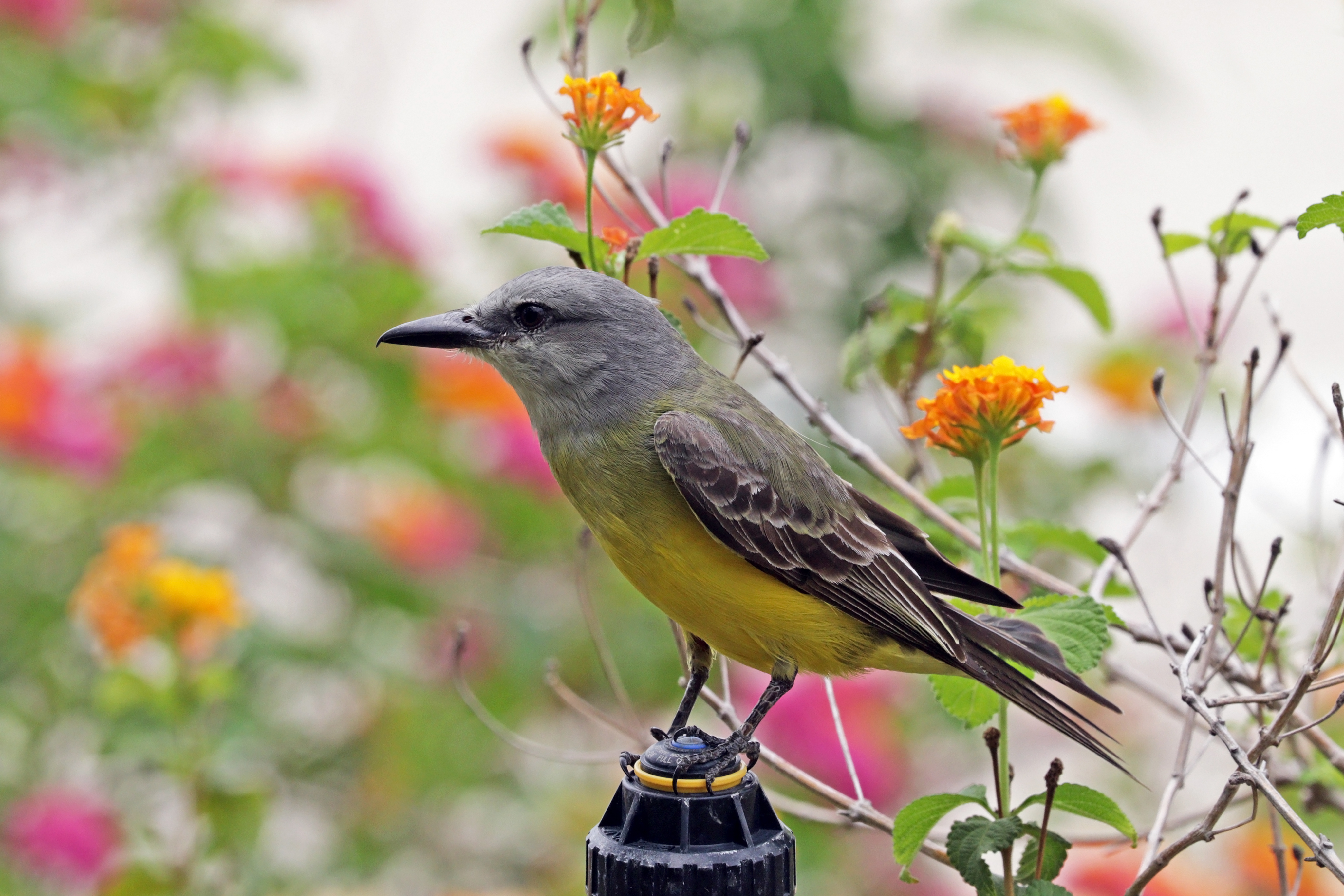
T. m. satrapa Panama
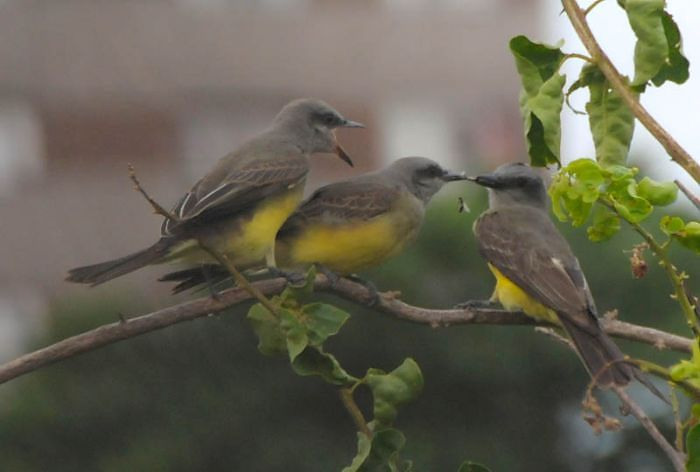
Alimentando juvenis